# Honduras en los Juegos Olímpicos de París 2024
Honduras estuvo representado en los Juegos Olímpicos de París 2024 por cuatro deportistas, tres hombres y una mujer, que compitieron en tres deportes.
Los portadores de la bandera en la ceremonia de apertura fueron el luchador Kevin Mejía y la nadadora Julimar Ávila. El equipo olímpico hondureño no obtuvo ninguna medalla en estos Juegos.